# Tsitsi Dangarembga
Tsitsi Dangarembga (Bulawayo, Zimbàbue, 14 de febrer de 1959) és una escriptora i cineasta zimbabuesa. La seva primera novel·la, Nervous Conditions, publicada el 1988, va ser la primera publicada en anglès per una dona negra de Zimbàbue. L'obra va ser nomenada per la BBC el 2018 com un dels 100 millors llibres que han donat forma al món. El 2020, la seva novel·la This Mournable Body va ser preseleccionada per al Booker Prize.
Dangarembga és reconeguda mundialment com a referent del feminisme al continent africà i per treure la realitat social del seu país a tot el món a través del seu treball.

## Biografia
Va néixer a Rhodèsia, l'actual Zimbàbue, el 4 de febrer de 1959, encara que va passar una part de la seva infància a Anglaterra. Si bé hi va començar l'escolarització, la va concloure al Hartzell High School, una escola missionera a la ciutat d'Umtali, ara Mutare. Posteriorment, estudià medicina a la Universitat de Cambridge, però, a causa del racisme i la solitud que va experimentar a Anglaterra, va decidir tornar a Zimbàbue uns mesos abans de la independència del seu país.
Va estudiar psicologia a la Universitat de Zimbàbue mentre treballava, durant dos anys, en una agència de màrqueting com a redactora. Aquesta experiència li va permetre adquirir una molt bona base en l'àmbit de l'escriptura i la redacció. Va escriure  moltes obres, com The lost of the Soil, i també es va unir al grup de teatre Zambuko, on va participar en la producció de dues obres: Katshaa i Mavambo.
El 1985 va publicar una petita història a Suïssa anomenada The Letter, així com l'obra She does not Weep in Harare, però serà el 1987 quan rebrà el reconeixement per la novel·la Nervous Conditions, que va guanyar la secció africana del Premi d'Escriptors de la Commonwealth. El 1989 era considerada una de les dotze millors escriptores africanes. Dangarembga va continuar els estudis a Berlín, a la Deutsche Film-und Fernsehakademie, on es va formar com a directora de cinema i va produir mantes pel·lícules així com un documental per a la televisió alemanya. El 2002, arran de la proliferació de concursos de bellesa, va fundar el Festival d'Imatges de Pel·lícules per promoure la diversitat narrativa de i sobre dones. El maig de 2016 va ser seleccionada pel Centre Bellagio de la Fundació Rockefeller pel seu programa d'Artistes en Residències 2015.
L'octubre de 2021, Tsitsi Dangarembga va rebre el Premi de la Pau de la Fira del Llibre de Frankfurt. Aquest prestigiós premi, dotat amb 25.000 euros de recompensa, és un dels més importants del món editorial.
El juny de 2022, es va emetre una ordre de detenció al centre de Tsitsi Dangarembga. Va ser investigada per incitació a la violència pública i violació de les normes anti-Covid després d'una manifestació contra el govern organitzada a final de juliol de 2020. Va apel·lar el seu veredicte. Grups de drets humans vein en el seu processament el resultat directe dels intents del president Emmerson Mnangagwa de silenciar l'oposició en aquest país del sud d'Àfrica. El 8 de maig de 2023, la condemna de Dangarembga va anul·lada en segona instància.

## Novel·les
Entre moltes publicacions destaca el seu llibre Nervous Conditions, va ser publicat per Women Press i narra la història d'una família (s'apunta que és una autobiografia) a la Rhodèsia postcolonial el 1960. S'hi desenvolupen temàtiques tan poc analitzades com les races i el gènere, així com les dificultats que patia una dona negra en aquest període del seu país respecte a la posició opressora dels homes. És el primer llibre d'una trilogia i encara que va ser la publicació que la va llançar a la fama, podem destacar de la trilogia el segon llibre d'aquesta saga que va llançar el 2006 titulat The Book of Not.

## Cinematografia
Destaca com a escriptora del guió del film Neria, que narra els problemes del seu país a través d'una història familiar, encara que el seu film més famosa és Everyone's a Child, que se centra en els problemes de vida dels nens especialment relacionats amb la sida. En aquesta pel·lícula dos germans devastats per la mort dels pares s'han d'enfrontar a un dur camí cap a la maduresa en el qual es veuran sols i han de buscar-se la vida a la gran ciutat així com cuidar els germans petits. En aquest moment veurem com els protagonistes es veuran afectats per malalties de transmissió sexual tan esteses com la sida, el que reflecteix així abusos sexuals i una falta de consciència per incentivar les relacions sexuals segures.

## Consciència social i política

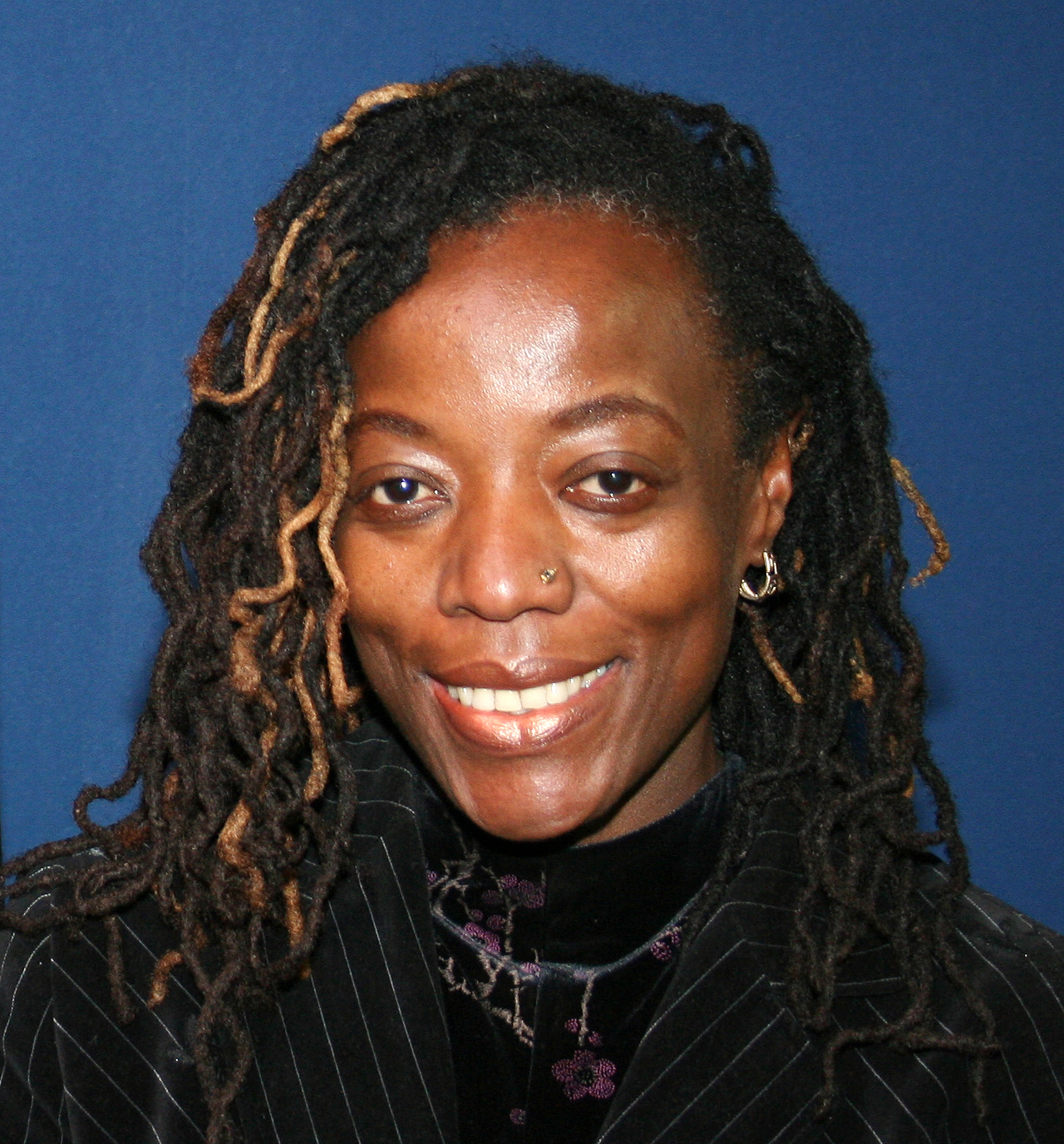
Tsitsi Dangarembga el 2006

Tsitsi Dangarembga és una persona molt compromesa amb les lluites socials, de manera que sempre s'ha posicionat de forma crítica enfront dels models establerts. Podem destacar els seus debats sobre educació, política i feminisme especialment centrats a Zimbàbue, el seu país. Si ens centrem en l'àmbit educatiu, defensa la remodelació de l'ensenyament cap a un aprenentatge més creatiu i estimulant per a fugir de l'antic sistema que es fonamentava en la memòria i la repetició. Així, argumenta que:
'Els currículums de les escoles primàries i secundàries en la majoria dels països africans són font de certa desesperació. Vaig haver de treballar molt dur com a mare per complementar les coses que els meus fills aprenien amb una activitat mental més estimulant i creativa. Crec que l'assumpte és més profund que el pla d'estudis. Es remunta a la filosofia de l'educació. Si bé desitjàvem que els vells sistemes opressius es revisessin després de la independència dels nostres països, això no va passar sovint. El tipus d'educació que s'havia desenvolupat predominantment per produir servents d'un sistema opressiu no va canviar. Com que els nostres líders eren productes d'aquest sistema, és comprensible que l'hagin trobat adequat i, sovint, tenen dificultats per mirar més enllà de l'univers mental format per aquesta mena d'educació. […] La creativitat i el pensament analític independent van ser suprimits en favor de l'aprenentatge memorístic i la repetició sense sentit. Patim les conseqüències d'això fins al dia d'avui.
Com a feminista i activa lluitadora dels drets de les dones del seu país, Tsitsi Dangarembga argumenta que s'ha de donar poder a les dones perquè el sistema opressor es debiliti, subratllant sempre que el feminisme africà és molt diferent de l'occidental perquè s'hi barreja el concepte i l'opressió de les diverses ètnies i races amb l'opressió masclista. Un exemple del seu pensament feminista és la resposta que va donar quan li van preguntar què era, per a ella, el feminisme:
El feminisme significa per a mi trobar les formes de viure una vida apoderada que no sigui condicionada pel gènere per a mi i per a altres dones, de manera que contribueixi a desmantellar els sistemes que cerquen afeblir el poder sobre la base del gènere. El feminisme africà és diferent d'altres feminismes, a causa de la seva intersecció amb la raça en els cossos i l'experiència de les dones africanes. Com a feminista africana, he de relacionar-me amb el fet que la raça actua per llevar-me el poder com a persona de color, i també amb el fet que el gènere funciona per llevar-me el poder com a dona. He de comprometre'm amb les especificitats de l'existència que sorgeixen d'aquesta intersecció. Això és una cosa que altres feministes no han de negociar en l'experiència, de manera que no poden teoritzar des de la perspectiva de les condicions de vida. Aquesta no és l'única base per a la teoria, però crec que és tan vàlida com l'experimentació controlada o la investigació exhaustiva. He de trobar solucions als aspectes negatius que comporta la condició de ser una dona negra africana, així com trobar maneres d'abraçar de manera sana qualsevol aspecte positiu que en pugui resultar. La veritat és, però, que és difícil acceptar els aspectes positius d'una manera sana, perquè la majoria de les vegades el positiu és creat per qui té el poder, per la qual cosa t'imposarà certes expectatives de tu com una dona africana negra, al més sovint. Les expectatives unilaterals són a la naturalesa del poder.
Quan se li pregunta sobre la política del seu país, Tsitsi Dangarembga parla sobre la manca de consciència dels africans. Això duu a una apropiació cultural per part dels sistemes d'opressió de la identitat africana. Dangarembga argumenta que aquesta manca de consciència és el que porta al fet que els sistemes opressius eliminin qualsevol capacitat d'autoconsciència de l'individu, erradicant al seu torn una possible capacitat de lluita activa. En les seves paraules i al·ludint a Freud desenvolupa aquesta idea:
Per saber el que vols, has de saber qui ets i què hi ha disponible. Vaig aplicar el concepte freudià de falta a dimensions diferents del gènere on existeix una polaritat. Per tant, en la dimensió racial, els africans se socialitzen en la falta. A causa que estem socialitzats per percebre'ns a nosaltres mateixos com la manca personificada, res del que obtenim de "posar-hi" pot ser satisfactori. L'única solució és començar amb la font de la manca mateixa, que està en l'imaginari. Els sistemes de poder ho entenen molt bé. Aquesta és la raó per la qual tots els sistemes de poder mantenen un domini absolut sobre la producció cultural.
A més, com a activista, ha fet moltes xerrades sobre la política nacional del seu país, on sempre ha remarcat l'empoderament del poble davant d'una classe política que no mira per ells, destacant la xerrada que va fer a TEDx a Harare. Un altre punt fort de les seves entrevistes és la defensa de Zimbàbue com a potència en la indústria cinematogràfica enfront d'altres gegants com Hollywood.

## Obra literària
- The Letter (1985)
- She no longer weeps (1987)
- Neguit permanent (originalment, Nervous conditions) (1988), Ayebia (2004)
- The Book of not: A Sequel to Nervous Conditions, Ayebia (2006)
- This Mournable Body (2018)
- Black and Female (assajos, 2022)

## Filmografia
- The Great Beauty Conspiracy (1994)
- Passport to Kill (1994)
- Schwarzmarkt (1995)
- Everyone's Child (1996)
- The Puppeteer (1996)
- Zimbabwe Birds, amb Olaf Koschke (1988)
- On the Border (2000)
- Hard Earth – Land Rights in Zimbabwe (2001)
- Ivory (2001)
- Elephant People (2002)
- Mother’s Day (2004)
- High Hopes (2004)
- At the Water (2005)
- Growing Stronger (2005)
- Kare Kare Zvako (2005)
- Peretera Maneta (2006)
- The Sharing Day (2008)
- I Want a Wedding Dress (2010)
- Ungochani (2010)
- Nyami Nyami Amaji Abulozi (2011)

## Reconeixements
- 1989, Premi d'escriptors de la Commonwealth - Secció d'Àfrica (Nervous Conditions)
- 2005, Premi de curtmetratge ZIFF (Kare Kare Zvako)
- 2005, Guanyadora del Golden Dhow Zanzibar (Kare Kare Zvako)
- 2005, Guanyadora del Short Film Award Cinema africà Milano (Kare Kare Zvako)
- 2006, Premi UNESCO de Drets Humans i de la Infància (Peretera Maneta)
- 2006, Guanyadora del Festival Internacional de Cinema de Zanzíbar, 2006 (Peretera Maneta)
- 2006, Gènere, igualtat i amp; Media Award, Sud-àfrica (Growing Stronger)
- 2008, Premi del Servei d'Arts del Consell de Zimbabwe
- 2020, Seleccionada per al Man Booker Prize (This Mourable Body)
- 2021, Premi PEN Internacional per a la llibertat d'expressió
- 2021, Premi PEN Pinter[12]
- 2021, Premi de la Pau, de la Fira del Llibre de Frankfurt